# Fal·làcia de la causa simple
La fal·làcia de la causa simple és considerar que un esdeveniment té una causa única obviant altres condicionaments que l'hagin pogut provocar. Es basa tant en la simplificació com en la confusió entre els conceptes de condició necessària i suficient. Ha estat adduïda pels defensors de la complexitat i la teoria sistèmica com un biaix de raonament que porta a la incomprensió dels fenòmens, tant naturals com socials. També s'anomena reduccionisme causal.
Els que neguen del tot l'existència efectiva de la causalitat, com David Hume, argumenten que qualsevol intent d'explicar un esdeveniment en termes de causa implica una fal·làcia de la causa simple, ja que s'escull un esdeveniment previ que s'associa al segon i se'l privilegia com a causa. El que realment existeixen són els dos esdeveniments i només la ment de l'espectador efectua aquesta connexió, que podria haver estat entre altres esdeveniments.